# Godan khan
Godan khan eller Koden khan  eller Kötön khan, född 1206, död 1251, var en mongolisk prins och guvernör över regionerna Ningxia och Gansu. Godan khan var son till Ögödei och barnbarn till Djingis khan.
1240 invaderade Godan khan Tibet. Efter invasionen sökte han andlig vägledning, varefter han1244  bjöd in Sakya Pandita, som var ledare för Sakya-skolan för den tibetanska buddhismen, till sitt hov i Gansu. Godan khan konverterade därefter till buddhismen och utvecklade en stark relation till Sakya Pandita. Godan khan och Sakya Panditas relation blev modellen för den präst-bekyddar-relation som utvecklades mellan Tibet och Yuandynastin.
Godan khan avled 1251.